# Sigelus silens
Sigelus silens là một loài chim trong họ Muscicapidae.